# Škoda Voss
De Škoda Voss I (“Selbstfahrlafette 7,5 PAK (Škoda)”) en Voss II (15 cm s.I.G. 33 auf Škoda T-21) waren twee gemechaniseerde stukken geschut die in opdracht van de Wehrmacht door het Tsjechische bedrijf Škoda werden ontwikkeld. De ontwikkeling vond plaats van 1941 tot 1942, maar beide projecten kwamen niet verder dan een houten mock-up.

## Voss I
In 1941 werd de ontwikkeling gestart van de “Selbstfahrlafette 7,5 PAK (Škoda)”, maar werd gewoonlijk aangeduid met de kortere naam VOSS I. Voss verwees naar de Duitse directeur van Škoda, Dr. Wilhelm Voss. De ontwikkeling startte in 1941 en de tekeningen die bekend zijn stammen uit augustus. Het concept bestond uit een 7,5 cm PAK antitankkanon op de ophanging van een niet nader gedefinieerde tank, maar komt erg overeen met dat van de T-21, T-22 of T-23M. Naast ontwerptekeningen werd er ook een kleine houten mock-up gemaakt, maar het project vond uiteindelijk geen doorgang. De redenen daarvoor zijn niet bekend.
Het kanon had een draaivermogen van dertig graden naar beide zijden. De elevatie bedroeg −10 tot 20 graden. De granaten voor het kanon wogen 6,9 kg en hadden een snelheid van 800 meter per seconde. De bepantsering was aan de voorzijde was maximaal 50 mm en de romp lag 35 centimeter boven de grond. De exacte bemanning is niet bekend, maar gezien de maten van het voertuig en de te verdelen taken waren dat er waarschijnlijk vier. Het gevechtscompartiment was aan de bovenzijde open.

## Voss II
Het tweede project, de 15 cm s.I.G. 33 auf Škoda T-21, ook aangeduid als de Voss II, was een vaag project waarbij een 150 mm houwitser op een T-21 ophanging zou worden gemonteerd. Alhoewel T-21 in de aanduiding voorkomt zou het chassis ook afkomstig kunnen zijn van de T-22 of T-23M. De houten mock-up van dit project werd vervaardigd in 1942. Alhoewel het niet zeker is, was de Voss II een vervolgproject van de Voss I, maar het kan ook zijn dat ze naast elkaar werden ontwikkeld. De Voss II zou worden voortgedreven door een Škoda V8 240 pk motor, een andere motor dan de Voss I.

## Chassis
Het basischassis van de Voss I en II kan afkomstig zijn van de T-21 (Škoda Š-II-c) of van de T-22, een doorontwikkeling van de T-21 op last van de Duitsers, of van de T-23M, een doorontwikkeling van de T-21 op Škoda's eigen initiatief. Het chassis was samengesteld uit acht dubbele wielen die in vier paren van twee aan beide zijden waren geplaatst. Het aandrijfwiel was geplaatst aan de achterzijde en het spanwiel aan de voorzijde. De rupsband werd aan de bovenzijde ondersteund door vijf kleine wielen.

## Trivia
De Voss I en II moeten niet verward worden met de Škoda VOS, een luxe auto die tussen 1949 en 1952 werd geproduceerd door Škoda.